# Врбица (град)
Врбица (буг. Върбица) град је у Републици Бугарској, у средишњем делу земље, седиште истоимене општине Врбица у оквиру Шуменске области.

## Географија
Положај: Врбица се налази у средишњем делу Бугарске. Од престонице Софије град је удаљен 390 km источно, а од обласног средишта, Шумена град је удаљен 55 km југозападно.
Рељеф: Област Врбице се налази у области побрђа, која чине претходницу Старе Планине (тзв. Предбалкан), на приближно 240 m надморске висине. Град је смештен на валовитом подручју.
Клима: Клима у Врбици је континентална.
Воде: У близини Врбице протиче више мањих водотока.

## Историја
Област Врбице је првобитно било насељено Трачанима, а после њих овом облашћу владају стари Рим и Византија. Јужни Словени ово подручје насељавају у 7. веку. Од 9. века до 1373. године област је била у саставу средњовековне Бугарске.
Крајем 14. века област Врбице је пала под власт Османлија, који владају облашћу 5 векова.
Године 1878. град је постао део савремене бугарске државе. Насеље постоје убрзо средиште окупљања за села у околини, са више јавних установа и трговиштем.

## Становништво
По проценама из 2010. године Врбица је имала око 3.600 становника. Већина градског становништва су Турци, а мањина су етнички Бугари. Остатак су махом Роми. Последњих деценија град губи становништво због удаљености од главних токова развоја у земљи.
Претежан вероисповест месног становништва је ислам, а мањинска православље.